# Hjallerup Marked (dokumentarfilm)
Hjallerup Marked er en dansk dokumentarfilm fra 1947.

## Handling
Hjallerup Marked er Danmarks, måske Europas, største hestemarked. Der plejer at være 14-15.000 heste med og omkring 3000 besøgende, men i juni 1947 er omfanget lidt mindre, 7500 heste og 1500-2000 gæster. Politiet i Hjallerup har en stor opgave med planlægning og praktiske gøremål. Der skal for eksempel opsættes færdselstavler, skaffes parkeringspladser og uddeles stadepladser. 85 telte er anmeldt, heraf 9 restaurationer. Sæby politikreds assisteres af Aalborg Politi, Statens Færdselspoliti og Rigspolitiets motorcykelpatruljer. Den samlede politistyrke løber op i ca. 40 mand. Der føres også tilsyn med en forsvarlig behandling af dyrene. Kriminelle, hasardspillere og kvinder, der lever af utugt, er faste gæster på Hjallerup Marked. Når restaurationer og forlystelser lukker, er politiet på plads på landevejene.